# Dorothy Stevenson
Dorothy «Dot» Stevenson (Victòria) és una exjugadora tennis australiana.
Va disputar una final de Grand Slam individual i una en dobles mixts però no va aconseguir el títol. Fou seleccionada per formar part de la primera expedició de tennistes australians per disputar els principals torneigs de tennis europeus.
Filla de Ruth i Ernest A. Stevenson, la seva germana Gwyndoline («Gwen») també fou tennista. Es va casar amb John Victor Waddell a Melbourne l'1 de febrer de 1940.

## Torneigs de Grand Slam

### Individual: 1 (0−1)
| Resultat  | Núm. | Any  | Campionat                | Oponent        | Marcador |
| --------- | ---- | ---- | ------------------------ | -------------- | -------- |
| Finalista | 1.   | 1938 | Australian Championships | Dorothy Cheney | 3−6, 2−6 |

### Dobles mixts: 1 (0−1)
| Resultat  | Núm. | Any  | Campionat                | Parella      | Oponents                      | Marcador      |
| --------- | ---- | ---- | ------------------------ | ------------ | ----------------------------- | ------------- |
| Finalista | 1.   | 1937 | Australian Championships | Don Turnbull | Harry Hopman Nell Hall Hopman | 6−3, 3−6, 2−6 |